# Solos (Xipre)
Solos (grec antic: Σόλοι, llatí: Soli) fou una important ciutat de la costa nord de la part occidental de Xipre, a la vora d'un petit riu, segons diu Estrabó. Era una de les Deu ciutats-estat de Xipre que consten a la relació del rei d'Assíria Assarhaddon. Les seves ruïnes es troben vora la vila moderna de Karavostasi.

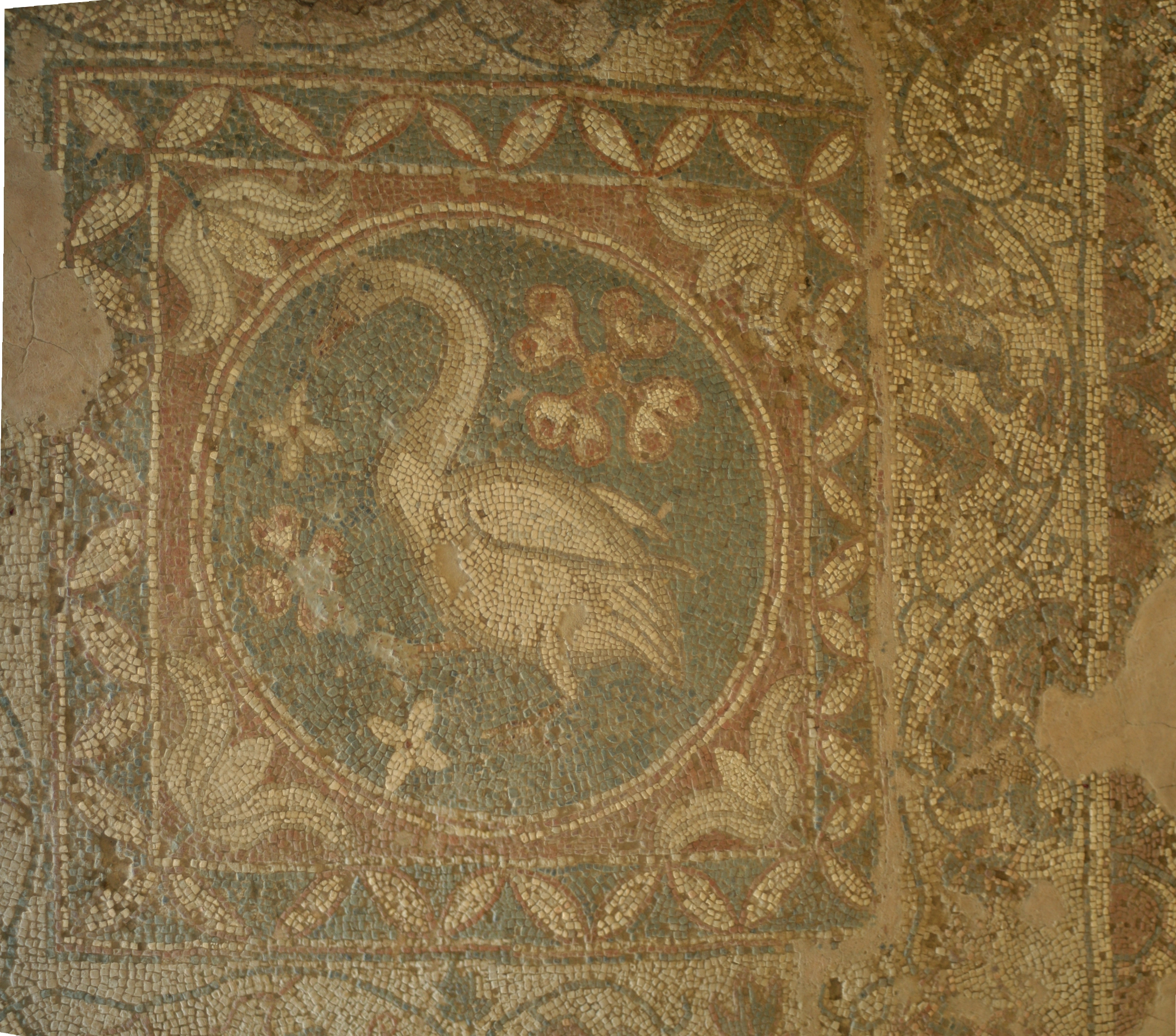
Mosaic de Solos

Segons Plutarc va ser fundada per un príncep xipriota a suggeriment de Soló d'Atenes, que l'hauria batejat en honor del legislador. Heròdot esmenta l'estada de Soló a Xipre. Altres relats diuen que la ciutat va ser un assentament atenès fundat per Faleros i Acamant, o potser per Demofont, el fill de Teseu. Estrabó diu que tenia un temple d'Isis i un d'Afrodita. Galè explica que la ciutat explotava diverses mines al seu territori. Els seus habitants eren anomenats solis (grec antic: Σόλιοι) per distingir-los dels habitants de Solos de Cilícia, que eren anomenats soleus (grec antic: Σολεῖς).